# 拉斐爾飯店
拉斐爾飯店（Hôtel Raphael）是法國的一家豪華飯店，位於巴黎16區的克勒贝尔大街。拉斐爾飯店是五星級飯店。在納粹德國佔領巴黎期間，拉斐爾飯店是黨衛軍、蓋世太保和德國國防軍高級軍官的駐地之一。
拉斐爾飯店建造於1925年，外觀是裝飾風藝術風格。有許多電影在這裡拍攝。